# Слабунова, Эмилия Эдгардовна
Эми́лия Э́дгардовна Слабуно́ва (род. 7 октября 1958, Уфа, СССР) — российский политический деятель. Депутат Законодательного собрания Республики Карелия V—VI созывов с 21 декабря 2011 года. Председатель партии «Яблоко» (2015—2019).

## Биография
В 1980 году окончила исторический факультет Куйбышевского государственного университета.
С 1982 по 1992 год преподавала историю и обществознание в Петрозаводском строительном техникуме. Затем перешла на работу МОУ «Лицей № 1» в Петрозаводске, где была учителем, заместителем директора по научно-методической работе.
С 1999 по 2013 — директор «Лицея № 1». Тогда же была координатором полисистемного образовательного округа и преподавателем системы повышения квалификации.
В 2004 году защитила диссертацию на тему «Педагогические условия научно-методического обеспечения развития многопрофильного лицея» в Карельском государственном педагогическом институте, кандидат педагогических наук. Почётный работник общего образования Российской Федерации, Заслуженный учитель Российской Федерации.

### Политическая карьера
В 2001 году избрана депутатом Петрозаводского городского совета. В мае того же года была выдвинута на пост Председателя, но не набрала нужное число голосов.
Вступила в партию «Яблоко» в 2003 году. В 2006 в составе партийного списка баллотировалась в Законодательное Собрание Республики Карелия IV созыва, однако список был снят республиканскими властями.
В декабре 2011 года избрана депутатом Законодательного собрания Республики Карелия V созыва по единому избирательному округу. Заместитель председателя Комитета по образованию, культуре, спорту и делам молодёжи, член фракции «Яблоко».
В сентябре 2013 года была основным оппозиционным кандидатом на выборах мэра Петрозаводска. За две недели до голосования её кандидатура была снята по решению Петрозаводского городского суда за нарушение, допущенное при оформлении одного из документов. Верховный суд Карелии, рассмотрев апелляционную жалобу Слабуновой, оставил это решение в силе.
Тогда победу над действующим мэром и членом партии «Единая Россия» Николаем Левиным одержала, поддерживаемая региональным отделением партии «Яблоко», самовыдвиженец Галина Ширшина. После выборов Слабунова уволилась с поста директора Лицея и в октябре 2013 года перешла на постоянную работу в Законодательное собрание, чтобы в качестве председателя экспертного совета при главе администрации Петрозаводского городского округа помогать Ширшиной.
Впоследствии активно участвовала в затяжном конфликте с главой Республики Карелия Александром Худилайненом, добиваясь его отставки из-за обострившейся политической ситуации в регионе и преследования «яблочников». В мае 2015 года Слабунова была ведущей тысячного митинга в центре Петрозаводска за отставку губернатора, 23 июня она передала в администрацию президента России 10 тысяч подписей за отставку главы республики.
В 2011, 2016 и 2021 годах избиралась депутатом Законодательного Собрания Республики Карелия VI созыва по Единому избирательному округу от партии «Яблоко». 
В 2016 году на выборах депутатов Государственной Думы VII созыва занимала вторую позицию в федеральном списке партии «Яблоко» после Григория Явлинского; список не преодолел пятипроцентный барьер.
В 2021 году на выборах депутатов Государственной Думы VIII созыва в списке партии «Яблоко» стала лидером территориальной группы №27, включавшей Республику Карелия и Мурманскую область. Одновременно выдвинута кандидатом в Карельском одномандатном округе №17. По итогам голосования набрала 29 751 голос, или 14,79%, заняв второе место; список партии вновь не преодолел барьер.
В 2022 году выступила против вторжения России на Украину.

## Избрание председателем партии «Яблоко»
На XVIII съезде партии «Яблоко» 19 декабря 2015 года прошли выборы Председателя. По новому регламенту, принятому на съезде, ни действующий лидер партии Сергей Митрохин, ни её основатель Григорий Явлинский не могли вновь избраться, так как уже председательствовали по два срока.
Действительно, в пятницу 4 декабря Григорий Явлинский предложил мою кандидатуру на эту высокую должность и убедительно попросил не отказываться. Признаюсь, для меня это было несколько неожиданно. Но я человек команды, и если партия доверит мне эту работу, я не смогу от неё отказаться.
Перед голосованием Григорий Явлинский призвал делегатов поддержать Слабунову. В первом туре выборов нового Председателя также участвовали Александр Гнездилов из Москвы, Николай Рыбаков из Санкт-Петербурга и Лев Шлосберг из Пскова. За Слабунову проголосовали 74 человека, для победы в первом туре ей не хватило трёх голосов (Шлосберг набрал 38 голосов, Рыбаков — 19, Гнездилов — 12). Перед вторым туром в её поддержку выступили Гнездилов и Рыбаков. Во втором туре она получила 91 голос из 154, Шлосберг набрал 56 голосов, ещё семь бюллетеней были признаны недействительными.

## Председатель партии «Яблоко»
При Слабуновой в 2016 году окончилась неудачей попытка создания предвыборной коалиции между политическими партиями «Яблоко» и ПАРНАС. Слабунова отказалась от предложенных условий объединения: единый список двух этих партий на предстоящих выборах в Государственную думу в виде включения членов партии «Яблоко» в список ПАРНАС и поддержка ПАРНАС Явлинского на выборах президента России в 2018 году. Такое предложение она назвала провокацией и предложением «Яблоку» самоликвидироваться. В итоге «Яблоко» выдвинуло в Государственную думу отдельный список. В июле 2016 года была опубликована статья Э. Слабуновой против проведения в России праймериз, не содержавшая, однако, упоминаний праймериз «Единой России» 2016 года. Внутрипартийные выборы партии ПАРНАС Слабунова подвергла жёсткой критике, заявив: «в праймериз Демкоалиции и осенью прошлого года, и в этот раз приняли (или планировали принять участие) менее 0,01 % избирателей. О большой легитимности прошедших предварительных выборов такие цифры явно не говорят».
В июле 2017 года Слабунова в связи с невозможностью выдвижения от «Яблока» в губернаторы Свердловской области кандидатуры Евгения Ройзмана раскритиковала «муниципальный фильтр». В ответ председатель Центральной избирательной комиссии Российской Федерации Элла Памфилова раскритиковала Слабунову, заявив, что та «взяла за практику примазываться к чужим инициативам и паразитировать на них».

## Отставка с поста председателя партии
На выборах председателя партии, состоявшихся на ХХI съезде партии, прошедшем в Москве 13—15 декабря 2019 года, Эмилия Слабунова проиграла, заняв третье место (19 голосов), второе место занял глава Псковского отделения партии Лев Шлосберг (40 голосов), первое — Николай Рыбаков (69 голосов).

## Семья
Муж Александр Иванович Слабунов (род. 1957) — доктор геолого-минералогических наук, профессор Петрозаводского государственного университета, заведующий лабораторией петрологии и тектоники Института геологии Карельского научного центра РАН.
Дочь Анастасия (род. 25 июня 1981 года) в 1998 году окончила Лицей № 1. Вышла замуж за итальянца, вместе с ним и дочерью живут в Венеции. Анастасия увлекается модой, работает личным ассистентом покупок, стилистом и гидом.
Сын Кирилл (род. 14 ноября 1984 года) живёт в Мюнхене. Там же в 2012 году основал консалтинговую компанию, которая обслуживает коллекционеров часов.